# Новобасанська сільська рада
Новобаса́нська сільська́ ра́да — адміністративно-територіальна одиниця та орган місцевого самоврядування в Бобровицькому районі Чернігівської області. Адміністративний центр — село Нова Басань.

## Загальні відомості
- Населення ради: 3 271 особа (станом на 2001 рік)

## Населені пункти
Сільській раді підпорядковані населені пункти:
- с. Нова Басань

## Склад ради
Рада складається з 20 депутатів та голови.
- Голова ради: Левченко Володимир Васильович
- Секретар ради: Дегтяр Людмила Миколаївна

### Керівний склад попередніх скликань
| Прізвище, ім'я, по батькові   | Основні відомості                                                          | Дата обрання | Дата звільнення |
| ----------------------------- | -------------------------------------------------------------------------- | ------------ | --------------- |
| Конопляник Олександр Іванович | Сільський голова, 1973 року народження, член Соціалістичної партії України | 26.03.2006   | 31.10.2010      |
| Левченко Володимир Васильович | Сільський голова, 1948 року народження, освіта вища, безпартійний          | 31.10.2010   | 25.07.2014      |

Примітка: таблиця складена за даними сайту Верховної Ради України

### Депутати
За результатами місцевих виборів 2010 року депутатами ради стали:

#### За суб'єктами висування
| Суб'єкт висування | Кількість обраних депутатів | %  |
| ----------------- | --------------------------- | -- |
| Самовисування     | 17                          | 85 |
| Партія регіонів   | 3                           | 15 |

#### За округами
| № округу        | Прізвище, ім'я, по батькові       | Дата визнання обраним | Освіта  | Партійна приналежність             | Відомості про обраного депутата                                            |
| --------------- | --------------------------------- | --------------------- | ------- | ---------------------------------- | -------------------------------------------------------------------------- |
| Партія регіонів |                                   |                       |         |                                    |                                                                            |
| 1               | Литошко Олена Іванівна            | 01.11.2010            | вища    | позапартійна                       | Новобасанська дільнична лікарня, санітарка                                 |
| 10              | Сльозко Анатолій Якович           | 01.11.2010            | вища    | позапартійний                      | Новобасанське відділення Прилуцького ДРП, старший виконроб                 |
| 13              | Якоб Наталія Михайлівна           | 01.11.2010            | вища    | позапартійна                       | НАСК «Оранта», страховий агент                                             |
| Самовисування   |                                   |                       |         |                                    |                                                                            |
| 2               | Мороз Олександр Петрович          | 24.12.2012            | вища    | позапартійний                      | ТОВ «Наталка-Агро», генеральний директор                                   |
| 3               | Нагорний Анатолій Миколайович     | 01.11.2010            | вища    | позапартійний                      | Новобасанська дільниця технічної експлуатації лінійних споруд, інженер     |
| 4               | Дегтяр Людмила Миколаївна         | 01.11.2010            | вища    | позапартійна                       | Новобасанська сільська рада, секретар сільської ради                       |
| 5               | Сова Олексій Михайлович           | 01.11.2010            | вища    | позапартійний                      | Окремий воєнізований загін охорони прикордонних військ м. Києва, охоронець |
| 6               | Войтенко Марія Віталіївна         | 01.11.2010            | вища    | позапартійна                       | Новобасанська загальноосвітня школа І-ІІІ ст., вчитель біології та хімії   |
| 7               | Семенюк Ірина Федорівна           | 01.11.2010            | вища    | позапартійна                       | СПД «Дяченко М.І», продавець                                               |
| 8               | Конопляник Олександр Іванович     | 01.11.2010            | вища    | член Соціалістичної партії України | Новобасанська сільська рада, сільський голова                              |
| 9               | Книр Марія Андріївна              | 01.11.2010            | вища    | позапартійна                       | Новобасанська філія Бобровицького районного ЦСССДМ, провідний спеціаліст   |
| 11              | Матяш Юрій Дмитрович              | 01.11.2010            | середня | позапартійний                      | тимчасово не працює                                                        |
| 12              | Кривонос Ірина Вікторівна         | 01.11.2010            | вища    | позапартійна                       | ТОВ «Земля і воля», бухгалтер                                              |
| 14              | Лиска Наталія Григорівна          | 01.11.2010            | вища    | позапартійна                       | ТВБВ 10024/0143 філія ЧОУВАТ «Ощадбанк», старший контролер-касир           |
| 15              | Коваленко Олександр Олександрович | 01.11.2010            | вища    | позапартійний                      | ТОВ «Наташа-Агро», головнийз зоотехнік                                     |
| 16              | Нестерчук Ніна Миколаївна         | 01.11.2010            | вища    | позапартійна                       | СПД «Нестерчук Н. М.», підприємець                                         |
| 17              | Стельмах Віра Іванівна            | 01.11.2010            | вища    | позапартійна                       | Новобасанська сільська рада, інспектор ВОС                                 |
| 18              | Нагнойна Людмила Володимирівна    | 01.11.2010            | вища    | позапартійна                       | ТОВ «Наташа-Агро», бухгалтер                                               |
| 19              | Дяченко Микола Іванович           | 01.11.2010            | вища    | позапартійний                      | СПД «Дяченко М. І.», підприємець                                           |
| 20              | Бегезов Сергій Васильович         | 01.11.2010            | середня | позапартійний                      | пенсіонер                                                                  |